# 鎌田忠男
鎌田 忠男（かまた ただお、1943年9月 - ）は、日本の教育学者。群馬大学教育学部助教授。専門は、独語（ドイツ語）・教育学。

## 来歴・人物
- 1943年9月 出生。
- 1969年3月 東北大学文学部ドイツ文学科卒業。
- 1972年3月 東北大学文学部文学研究科ドイツ文学科修了。
- 現在群馬大学教育学部助教授。主に学生にドイツ語を教えている。

## 専門分野
主に独語・教育学。
- トーマス・マンとその作品について（人間性・倫理）
- ヨーロッパ語系文学

## 担当講義
- 独語
- 独文法

## 著書・論文

### 論文
- 『トーマス・マンの「魔の山」』 東北ドイツ文学研究 （大学・研究所等紀要 1977年）
- 『トーマス・マンの描いたファウスト像』 群馬大学教養部紀要 （大学・研究所等紀要 1983年）
- 『トーマス・マンの「大公殿下」について』 東北ドイツ文学研究 （大学・研究所等紀要 1972年）
- 『トーマス・マンによる教皇グレゴーリウスの物語』 群馬大学教養部紀要 （大学・研究所等紀要 1987年）
- 戯曲『フィオレンツァ』について-サヴォナローラとトーマス・マン- 群馬大学教養部紀要 （大学・研究所等紀要 1979年）
- 『「ブデンブローク家の人びと」について』 群馬大学教養部紀要 （大学・研究所等紀要 1990年）
- 『「ヴェニスに死す」の問題性』 群馬大学教養部紀要 （大学・研究所等紀要 1993年）
- 『トーマス・マンの「トーニオ・クレーガ」-主人公の内的葛藤についての一考察-』 群馬大学教養部紀要 （大学・研究所等紀要 1978年）
- 『トーマス・マンによって描かれた老ゲーテとシャルロッテ』 群馬大学教育学部紀要　人文・社会科学編 （大学・研究所等紀要 1996年）
- 『人間存在の探究 -トーマス・マンのヨーゼフ物語-』 群馬大学教育学部紀要　人文・社会科学編 （大学・研究所等紀要 1998年）
- 『トーマス・マンの「詐欺師フェーリクス・クルルの告白」-実在と仮象の融和-』 群馬大学教育学部紀要　人文・社会科学編 （大学・研究所等紀要 2000年）

## 所属学会
- 日本独文学会
- 東北ドイツ文学会